# Любгойна
Любгойна (словен. Ljubgojna) — поселення в общині Хорюл, Осреднєсловенський регіон, Словенія. Висота над рівнем моря: 347,1 м.